# Rhodothemis
Genre
Rhodothemis est un genre de la famille des Libellulidae appartenant au sous-ordre des anisoptères dans l'ordre des odonates. Il comprend cinq espèces.

## Répartition
On retrouve les espèces de ce genre en Inde et dans le sud-est de l'Asie jusqu'en Australie.

## Espèces du genre
- Rhodothemis flavostigma Navás, 1932
- Rhodothemis lieftincki Fraser, 1954
- Rhodothemis mauritsi Lohmann, 1984
- Rhodothemis nigripes Lohmann, 1984
- Rhodothemis rufa (Rambur, 1842)